# Михайловская Борщаговка
Миха́йловская Борщаго́вка (укр. Миха́йлівська Борщагі́вка) — историческая местность города Киева. Известно, что между 1108 и 1113 годами эти земли были подарены Михайловскому Златоверхому монастырю её церковным старостой — киевским князем Святополком-Михаилом (внуком Ярослава Мудрого).
Местность простирается вдоль улиц Качуры, Трублаини, Девятого Мая.
Помимо Михайловской Борщаговки, в Киеве и Киевской области существуют также Никольская Борщаговка, Братская Борщаговка, Софийская Борщаговка, Южная Борщаговка, Петропавловская Борщаговка.